# Ташлик (гора)
Ташли́к (крим. Taşlıq), Баурчи́н-Топраги́ (крим. Baurçın Topragı) — гора в Сімферополі, в Київському районі.

## Загальні дані
Масивна височина на окрайку міста, найвища точка становить 409,3 метри. Тягнеться від села Трудове на південь, на плато знаходиться малоповерхова забудова міського масиву Кам'янський.
Відноситься до Другої гряди Зовнішнього пасма Кримських гір.
У перекладі — «кам'янка» та «баурчинська земля», що говорить про приналежність її в минулому сільській громаді села Баурчі, зараз у межах Сімферополя.
Під горою знаходиться балка Туба́й, де до окупації проходили тракторні гонки «Трак Прохват» та гонки легкових автомобілів на виживання «Дербі Прохват».